# Üür gol
Üür gol (jęz. mongolski Үүр гол) – rzeka w północno-wschodniej części ajmaku chubsugulskiego, głównie w Cagaan-Üür. Jest dopływem Egijn gol. Ma 331 km długości. Powierzchnia dorzecza wynosi ok. 12 300 km².